# Éric Laboureix
Éric Laboureix (12 de abril de 1962) es un deportista francés que compitió en esquí acrobático. Ganó una medalla de bronce en el Campeonato Mundial de Esquí Acrobático de 1986, en la prueba combinada.

## Medallero internacional
| Campeonato Mundial | Campeonato Mundial | Campeonato Mundial | Campeonato Mundial |
| Año                | Lugar              | Medalla            | Competición        |
| ------------------ | ------------------ | ------------------ | ------------------ |
| 1986               | Tignes (Francia)   | Medalla de bronce  | Combinada          |